# Torchy!
Torchy! — это студийный альбом джазовой певицы Кармен Макрей 1956 года, выпущенный на лейбле Decca Records, в аранжировке Джека Плейса и Ральфа Бернса.

## Отзывы критиков
| Оценки критиков               | Оценки критиков |
| Источник                      | Оценка          |
| ----------------------------- | --------------- |
| AllMusic                      | [ 3 ]           |
| Billboard                     | 77/100          |
| Encyclopedia of Popular Music | [ 5 ]           |
| The Penguin Guide to Jazz     | [ 6 ]           |

Джейсон Анкени из AllMusic описал альбом как «пышную, сильно атмосферную коллекцию романтических баллад, исполненных для максимального эффекта» и что «…сама интенсивность вокала Макрей оркестровку ставит под вопрос. Немногие певицы могут сравниться с ней в убежденности или неистовом интеллекте, а её интерпретации таких песен, как „But Beautiful“, „My Future Just Passed“ и „We’ll Be Together Again“, наносят сокрушительный эмоциональный удар». В рецензии журнала Billboard отметили, что этот альбом больше похож на поп-релиз, чем другие, но не теряет при этом привлекательности для джазовой тусовки, а также, что Макрей поёт со своей обычной теплотой и хорошим вкусом.

## Список композиций
1. «Last Night When We Were Young» (Гарольд Арлен, Йип Харбург) — 2:38
2. «Speak Low» (Курт Вайль, Огден Нэш) — 3:07
3. «But Beautiful» (Джимми Ван Хьюзен, Джонни Берк) — 2:55
4. «If You’d Stay the Way I Dream About You» (Артур Херцог мл., Айрин Китчингс) — 2:47
5. «Midnight Sun» (Лайонел Хэмптон, Джонни Берк, Джонни Мерсер) — 3:45
6. «My Future Just Passed» (Ричард А. Уайтинг, Джордж Мэрион ст.) — 3:18
7. «Yesterdays» (Джером Керн, Отто Харбах) — 2:33
8. «We’ll Be Together Again» (Карл Т. Фишер, Фрэнки Лэйн) — 3:04
9. «I’m a Dreamer, Aren’t We All» (Рэй Хендерсон, Бадди Де Сильва, Лью Браун) — 2:40
10. «Good Morning Heartache» (Айрин Хиггинботэм, Эрвин Дрейк, Дэн Фишер) — 3:20
11. «Star Eyes» (Дон Рэй, Джин Де Пол) — 3:08
12. «I Don’t Stand a Ghost of a Chance with You» (Виктор Янг, Бинг Кросби, Нед Вашингтон) — 3:10